# Hutt River
Hutt River (engelska: Principality of Hutt River) är ett vattendrag i Australien. Det ligger i delstaten Western Australia, omkring 440 kilometer norr om delstatshuvudstaden Perth.
Trakten runt Hutt River består till största delen av jordbruksmark. Trakten runt Hutt River är nära nog obefolkad, med mindre än två invånare per kvadratkilometer. Stäppklimat råder i trakten. Genomsnittlig årsnederbörd är 318 millimeter. Den regnigaste månaden är juni, med i genomsnitt 69 mm nederbörd, och den torraste är februari, med 5 mm nederbörd.